# Orion Weiss
Orion Weiss (Lyndhurst, Ohio, 8 novembre 1981) è un pianista statunitense.

## Formazione e didattica
Weiss cominciò gli studi musicali presso la Scuola di Musica Preucil a Iowa City, Iowa. Quando la sua famiglia si trasferì a Lyndhurst, Ohio, continuò i suoi studi di pianoforte con Carol Lubetkin e più tardi con il pianista e compositore Edith Reed. Ha frequentato la Interlochen Arts Camp tra il 1991 e il 1995, vincendo il concorso di concerto ogni anno. Tra il 1995 e il 2000 ha studiato con Paul Schenly, Cattedra in Piano Reinberger e Capo del Dipartimento di Pianoforte presso l'Istituto Cleveland di Musica. Nel corso di questi anni ha anche frequentato festival musicali estivi e laboratori presso Pianofest negli Hamptons, la Sergei Babayan International Piano Academy, il programma di musica Perlman e la Music Academy of the West. Nel 2004 si diploma alla Juilliard School di New York guadagnandosi un Bachelor of Music. Alla Juilliard, studiò con Emanuel Ax.
Weiss ha partecipato regolarmente ad una residenza di insegnamento per i giovani musicisti dotati di Medellin, Colombia, Red Escuela de Musica Festicamara Medellin..

## Carriera
Nel febbraio 1999, Weiss debuttò con l'Orchestra di Cleveland eseguendo il Concerto per pianoforte n. 1 di Liszt. Nel marzo 1999, con un preavviso di meno di 24 ore, Weiss intervenne per sostituire André Watts per una esecuzione del Concerto per pianoforte di Shostakovich n. 2 con l'Orchestra Sinfonica di Baltimora. Fu subito invitato a ritornare alla Orchestra per una esecuzione del Concerto per pianoforte di Tchaikovsky nel mese di ottobre 1999.
Weiss fu descritto nel Musical America 2004 e nel Symphony Magazine del marzo 2004, come parte della prossima generazione di grandi artisti della musica classica. Si esibì con numerose orchestre come la Los Angeles Philharmonic Orchestra, la Chicago Symphony Orchestra, la New World Symphony, l'Orchestra Sinfonica di Vancouver, l'Orchestra di Filadelfia, la Cleveland Orchestra, e la New York Philharmonic. Ha fatto il suo debutto a New York in un recital alla Alice Tully Hall nel mese di aprile del 2005. Sempre nel 2005 ha fatto il suo debutto europeo in un recital presso il Museo del Louvre di Parigi. Nel 2005 ha fatto un tour in Israele con la Orchestra filarmonica d'Israele diretta da Itzhak Perlman. Ha fatto un tour negli Stati Uniti con l'Orchester der Klangverwaltung Monaco diretta da Enoch zu Guttenberg nel mese di ottobre 2007. Un tour della Cina con l'Orchestra Sinfonica di Pittsburgh nel maggio 2009 (Cina Culturale). Nel 2010 si è distinto in un progetto discografico delle opere complete di George Gershwin per pianoforte e orchestra con la Orchestra Filarmonica di Buffalo diretta da JoAnn Falletta "Cosa significa questa registrazione di Gershwin per me". Nell'estate del 2011, Weiss fece il suo debutto con la Boston Symphony Orchestra a Tanglewood..
Come concertista e musicista da camera, Weiss è apparso in tutti gli Stati Uniti in sale da concerto e festival dal Lincoln Center for the Performing Arts alla Seattle Chamber Music Society, alla Carnegie Hall, Weill Recital Hall con Itzhak Perlman a beneficio del programma musicale di Perlman. È stato membro della Chamber Music Society Two Program della Chamber Music Society del Lincoln Center 2002-2004, che comprendeva la sua apparizione nel concerto di apertura della stagione 2002-2003 della Società alla Alice Tully Hall con Shai Wosner. Inoltre Weiss ha eseguito vari recital per duo di pianoforte con, tra gli altri, Emanuel Ax. Weiss ha descritto la sua preparazione per i recital in un profilo del 2006 di International Piano. Weiss ha fatto il suo debutto in un recital al Kennedy Center di Washington DC nel gennaio 2012. Si è unito al Pacifica Quartet del Casals Festival di Porto Rico nella primavera del 2012.
Orion Weiss è sposato con la pianista Anna Polonsky con la quale si esibisce in concerti per due pianoforti e orchestra (recentemente la sinfonia Colombo), oppure in collaborazione in recital per duo di pianoforte e pianoforte a quattro mani con: Musica da Camera Northwest, Seattle Chamber Music Festival, Camerata Pacifica, Barge Music, Chamber Concerts e il Bard Music Festival.

## Premi e riconoscimenti
- 1999 Gilmore Young Artist Award[42]
- 2001 Mieczyslaw Munz Award at the Juilliard School
- 2002 Avery Fisher Career Grant[43]
- 2002, 2003 Gina Bachauer Scholarship at the Juilliard School[44]
- 2005 Juilliard William Petschek Award[45]
- 2010 Classical Recording Foundation's Young Artist of the Year[46]

## Registrazioni
- Works for piano and cello by Rachmaninoff, Beethoven, Schumann con la violoncellista Julie Albers[47] (Artek Records, 2005), Artek AR-0022-2
- J.S. Bach, Scriabin, Mozart, Carter (Yarlung Records, 2008), Audiophile digital recording
- Gershwin: Concerto in F; Rhapsody No. 2; I Got Rhythm Variations – Orion Weiss, piano, Buffalo Philharmonic Orchestra, JoAnn Falletta[48], Conductor (Naxos American Classics 8.559705), audio-only Blu-ray, CD
- 42 Bartok Bagatelles, Dvorak Humoresques, Prokofiev Visions Fugitives (Bridge Records, Inc 2012)